# Список умерших в 551 году

## Дата смерти неизвестна или требует уточнения
- Вэнь-ди, первый император северокитайского государства Западная Вэй.
- Сакердос Лионский, епископ Лиона (после 538—551/552), раннехристианский католический святой.
- Торисмод, сын короля гепидов Торисвинта.
- Цзяньвэнь-ди, император китайской династии Лян (549—551).